# Ectinohoplia yoi
Ectinohoplia yoi är en skalbaggsart som beskrevs av K. Sawada 1939. Ectinohoplia yoi ingår i släktet Ectinohoplia och familjen Melolonthidae. Inga underarter finns listade i Catalogue of Life.